# Feihyla kajau
Feihyla kajau es una especie de anfibio anuro de la familia Rhacophoridae. Habita selvas tropicales por debajo de los 700 m s. n. m. en Indonesia y Malasia. La principal amenaza a su conservación es la pérdida de su hábitat natural debido a la tala maderera.